# Miletín (Želiv)
Miletín (německy Miletin) je vesnice ležící v kraji Vysočina, v okrese Pelhřimov. Rozkládá se mezi vesnicemi Senožaty, Otavožaty, Lhotice a Lísky. Žije zde 22 obyvatel.
Skládá se z centrální návsi s rybníkem, kolem kterého se rozkládají převážně původní usedlosti, statky a uzavřené dvory. Z vesnice vede slepá polní cesta do místní části V ráji, kde je nejzazší usedlost. Po dlouhodobém pomalém úbytku obyvatel se život do vesnice navrací v podobě nově narozených a trvale přistěhovaných obyvatel. Obec také pravidelně ožívá rekreačními návštěvníky.
V roce 2013 zde žilo 21 stálých obyvatel. Miletín náleží pod správu obce Želiv. 22. listopadu 2010 byl místním aktivem zvolen Osadní výbor, který byl na následném jednání Zastupitelstva obce Želiv schválen. 

## Historie

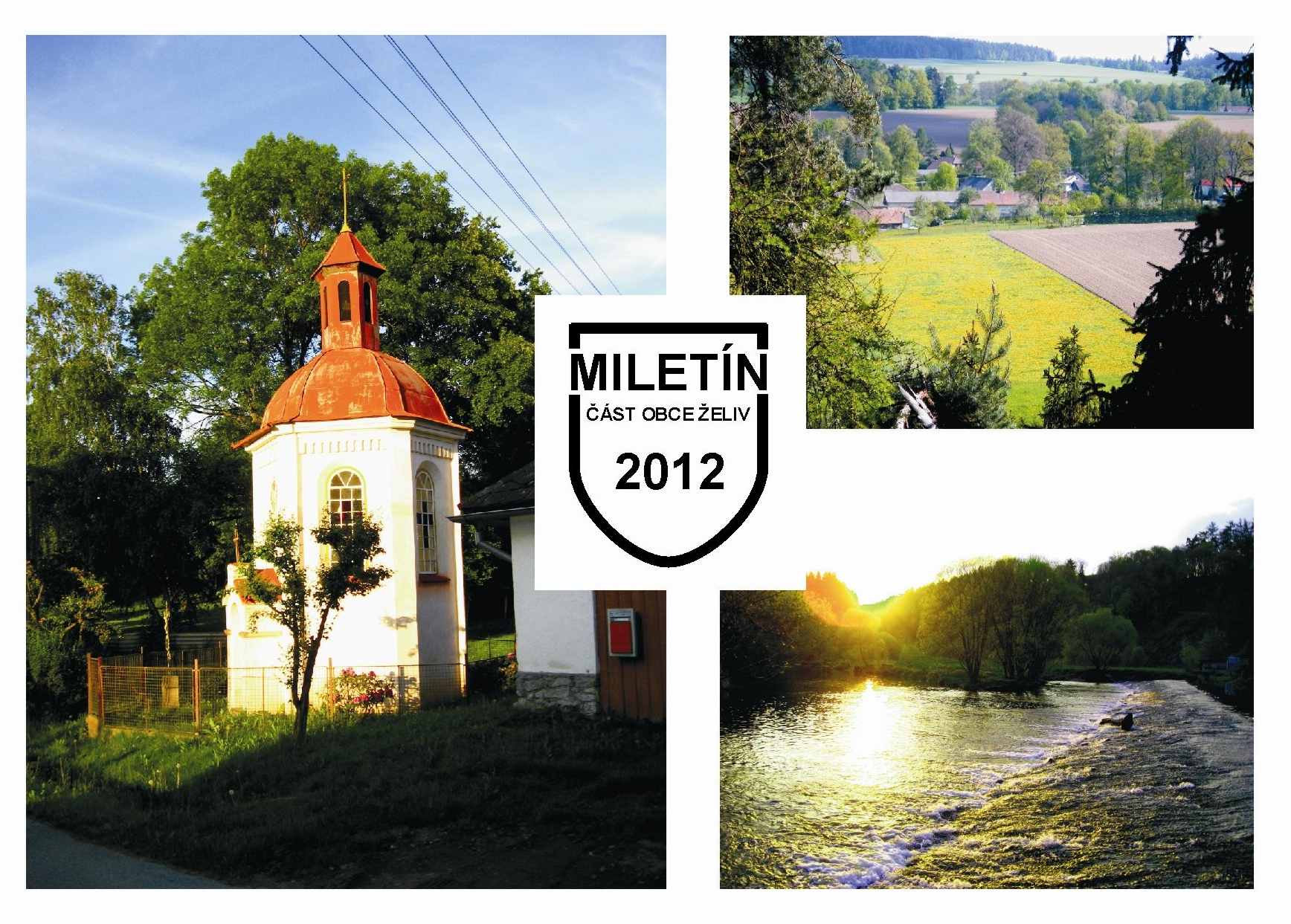
Pohlednice Miletína, limitovaná edice 100 kusů vydaná v roce 2012 v souvislosti s 2. ročníkem soutěže o Nejlepší miletínskou cmundu. Náves s kaplí, pohled na obec z vypálené stráně a splav pod bělským mlýnem. Autor Jan Förster

Podle želivské kroniky existuje údajně první písemná zmínka o Miletíně z roku 1226, další pak z 15. století, kdy jej koupili majitelé Šádovy Lhotice. Další již ověřený písemný záznam nese název Stížní list proti upálení Mistra Jana Husa z 2. 9. 1415, který podepsal mimo jiné také Petr z Miletína. V rodném erbu byly vyobrazeny hrábě a sám byl řečený „Hromádko“. V roce 1674 se zadlužený Miletín dostal do majetku želivského kláštera. 

## Památky

### Polygonální stodola
Na začátku vesnice směrem od Senožat vlevo stávala unikátní polygonální stodola s doškovou střechou, podle které byla vytvořena maketa v humpoleckém muzeu. Jednalo se o stodolu se středovým průjezdným mlatem a dvěma šestibokými pernami. Na původním místě se nyní nachází pouze hromada kamení a nevýrazný půdorys. Věrnou podobu této stavby zachytil kresbou a technickým náčrtem Svatopluk Voděra ve své knize Vesnické stavby a jejich úprava na straně 28 (SZN, 1975, 253 str.)
Na jaře 2019 byla na místě stodoly postavena nová dřevěná osmiboká stavba reflektující hmotu, tvar i funkci původní zemědělské stavby.

### Kaplička

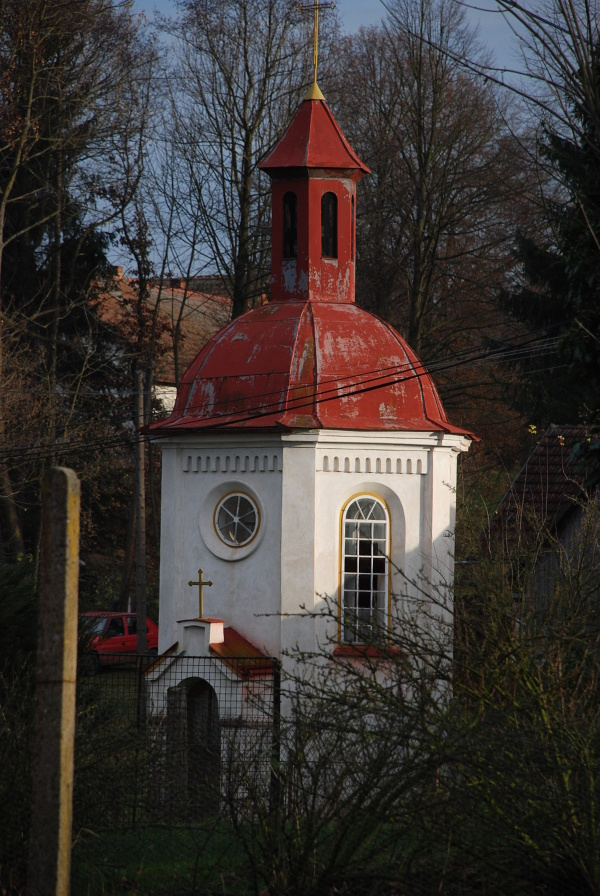
kaplička v Miletíně

Šestiboká kaple byla vystavěna v novorománském slohu ve 2. polovině 19. století a svým nevšedním vzhledem se vymyká obvyklému ztvárnění venkovských kapliček. Vedená je jako majetek obce Želiv. Podle informací z historie Želivského kláštera by autorem návrhu mohl být samotný Jan Blažej Santini-Aichel, který pro klášter navrhl trojlodí Kostela narození Panny Marie. Nasvědčuje tomu typický rukopis a skutečnost, že v okolních vesnicích (Lhotice, Vojslavice) navrhoval jiné církevní stavby, což je doloženo klášterní kronikou o jeho návštěvách a výplatách za odvedenou práci. V současné době je kaplička přístupná pouze po předchozí domluvě s předsedkyní Osadního
výboru Miletína. V roce 2017-2018 proběhla kompletní rekonstrukce krovu a navrácení původní šindelové střechy. Byly opraveny omítky a navrácena jejich původní barevnost žlutá a bílá. Dle archivních fotografií byly zrekonstruovány vstupní dřevěné dveře a navrácena původní dlažba (doplněna o nově vyrobené identického tvaru a barev).

### Skautský tábor
Podle nalezeného časopisu VOJ vydaného ke 40. výročí založení 35. skautského oddílu (1969 – 2009) je doložena existence skautského tábora mezi Miletínem a místní části V ráji nesoucí název Lešák. Stával zde rozlehlý tábor s dřevěnou klubovnou v těsném sousedství řeky Želivka. V současné době je na místě mladý březový háj se znatelnými základy klubovny a ohniště. Ve svahu pod táborem se nachází velmi slabá zarostlá neudržovaná studánka, kterou tábor využíval zřejmě jako zdroj pitné vody. Tábor byl zřejmě zrušen díky zahrnutí místa do I. Ochranného pásma podél vodního díla Švihov.

## Logo

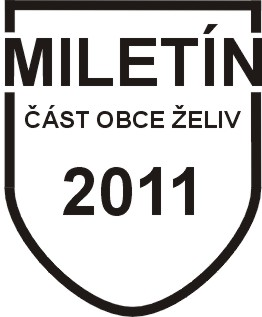
Logo Miletína

V roce 2012 bylo odsouhlaseno nové logo ve tvaru znaku, které doprovází veškeré informační tiskoviny Miletína (Želiv). Autorem je kronikář výtvarník Jan Förster. Jedná se o první grafický znak obce. Uprostřed znaku je stále prázdné místo a je vyhlášena soutěž o grafický návrh nejlepšího znázornění podstaty Miletína. V současné době je v prázdném místě umístěn letopočet použití znaku na konkrétní tiskovině.

## Osadní výbor
V roce 2009 se díky sporu s obcí o obecní studny dali dohromady místní občané. Vznikl občanský aktiv, který získal i prostory pro pravidelná páteční zasedání, v dříve málo využívaném kulturním zařízení obce (původní domek postavený pro případné oběti požáru). Aktiv řešil otázky jako upravení koryta potoka přivádějící vodu do rybníka na návsi, čištění obecních pozemků od kamení za účelem zlepšení jejich údržby sekáním, oprava obecní cesty, čištění pozemků od náletů apod. 22. listopadu 2010 pak došlo k založení osadního výboru dle zákona o obcích č. 128/2000 Sb. a jeho následné uznání zastupitelstvem obce Želiv.  
Bylo uspořádáno veřejné hlasování o budoucích členech osadního výboru obesláním vyzváním všech trvale žijící obyvatele a majitelů nemovitostí spadající do Miletína, aby se pomocí hlasovacího lístku anonymně hlasování zúčastnili. Nejvíce hlasů získali tito obyvatelé: Petr Holenda (19 hlasů), Alena Sekalová (13 hlasů) a Andrea Pajerová (13 hlasů). Ti s nominací do osadního výboru projevili souhlas. Předsedou byl zvolen držitel nejvíce hlasů. Po rezignaci předsedy byla v roce 2012 veřejným hlasováním zvolena předsedkyní Andrea Pajerová. V roce 2018 po řádných volbách byl předsedou zvolen Jan Förster.
V následujících letech došlo svépomocí k opravě Kulturního domu přezdívaného „Parlament“. Byla vybudována toaleta a zavedena tekoucí voda. Vztahy s vedením obce Želiv se zlepšily a umožnily další rozvoj obce formou společných brigád, např. výměny okna v hlavní místnosti kulturního domu, nákupu kamen, odvodnění obvodových zdí či pravidelné údržby návsi. Náves byla v roce 2013 díky daru rostlin doplněna nově založenými výsadbami stromů, keřů a trvalek, které navazují na lidovou architekturu.

## Cmundiáda
V roce 2011 byla založena tradice v pořádání soutěže o Nejlepší miletínskou cmundu. Cílem bylo zábavnou formou stmelit obyvatele Miletína a otevřít vesnici veřejnosti.

### Rok 2011
První ročník se konal 16. dubna 2011, hodnotící komise se skládala z nesoutěžících občanů Miletína a pozvaných hostů. Sledované parametry byly chuť, vůně a vzhled. Zbylé vzorky byly po vyhlášení výherců nabídnuty přihlížejícím a turistům. Pro rok 2011 z 9 přihlášených mužů a žen uměla nejlepší cmundu Anna Strejčková, druhá se umístila Ilona Holendová a třetí Jarka Holendová.

### Rok 2012
Druhý ročník se konal 16. dubna 2012 v Kulturním zařízení Miletína. Hodnotící komise se tentokrát skládala pouze z pozvaných hostů. Sledovaly se opět tři parametry, vzhled, vůně a chuť. První místo si odnesla paní Marta Pohanová ze Želiva. Druhé místo obsadil
Jan Pohan ze Lhotic a třetí skončil Vladimír Förster z Prahy.

### Rok 2013
Při třetím ročníku v roce 2013 se sešlo 15 soutěžících z  širokého okolí. Oficiální porota byla oproti předchozímu roku opět složená
pouze z obyvatel Miletína u Humpolce. Hodnotilo se opět ve třech parametrech desetibodovou stupnicí – vůně, chuť a celkový dojem. Hlavní cenu si odnesla Alena Sekalová (97 bodů), druhý byl Thomas Lokos ze Senožat (82 bodů) a třetí Andrea Pajerová z Miletína (80 bodů).

## Osobnosti
- Josef Jonáš (1913–?), politik KSČ, ministr vlád Československa, rodák z Miletína[4]